# 阿拉巴斯·伊斯坎达罗夫
阿拉巴斯·加拉·奥格鲁·伊斯坎达罗夫（1958年11月20日—1992年3月4日），是一名阿塞拜疆军人。他因参加纳戈尔诺-卡拉巴赫战争中英勇身亡，而被阿塞拜疆追授“阿塞拜疆国家英雄”。

## 生平
1948年11月20日，伊斯坎达罗夫出生于阿塞拜疆苏维埃社会主义共和国阿格达姆区的库尔德村。他在库尔德完成中学教育后，加入苏联武装部队，退役后返回家乡务农。1991年，阿格达姆组建民兵营，他是首批应征者，并参与了营队的自卫战斗。
当第一次纳戈尔诺-卡拉巴赫战争爆发后，伊斯坎达罗夫继续效力于阿格达姆地区自卫部队，并参与了乌木德卢村附近的一系列作战行动。1992年的一次战斗中，他和他的小组被亚美尼亚军队包围并无法脱身。阿塞拜疆部队派直升机疏散剩余的40人，而亚美尼亚军队在其四周发动攻势，阻止直升机降落。但最终伊斯坎达罗夫仍然成功率领部队突围，并在十天后秘密返回大本营。1992年3月4日，他在卡赞切（Kazanchi）的一场恶战中不幸阵亡。

### 家庭
伊斯坎达罗夫已婚，并有三个孩子。

## 荣誉
1992年8月13日，阿塞拜疆总统发布第135号总统令，追授阿拉巴斯·加拉·奥格鲁·伊斯坎达罗夫为“阿塞拜疆国家英雄”。他被安葬在阿格达姆的烈士巷墓地。

## 延伸阅读
- Vugar Asgarov. Azərbaycanın Milli Qəhrəmanları (Yenidən işlənmiş II nəşr). Bakı: "Dərələyəz-M", 2010, səh. 140–141.